# Circolo di Vienna

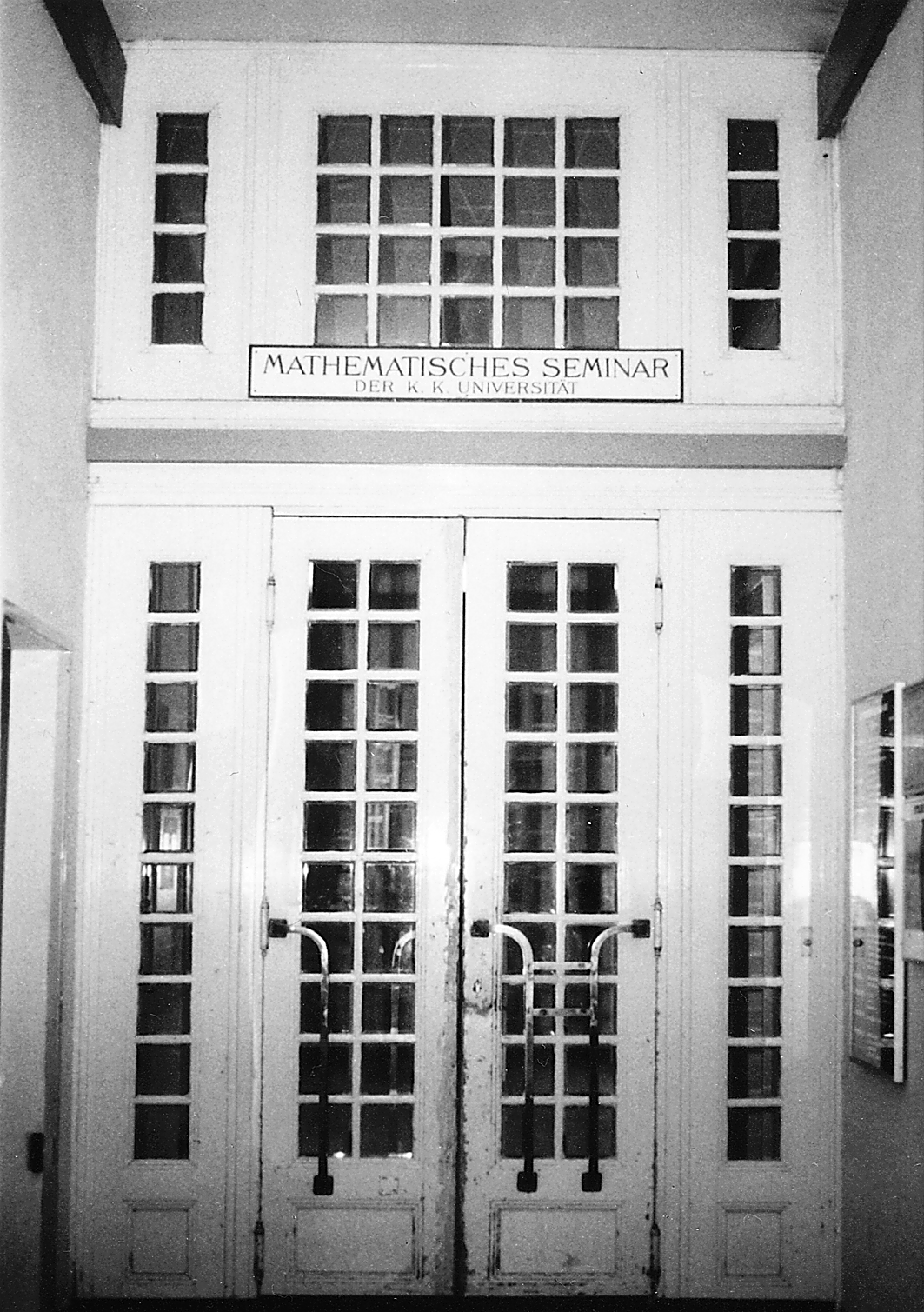
Ingresso al "Seminario di matematica" presso l'Università di Vienna nel vicolo Boltzmanngasse, luogo d'incontro del Circolo di Vienna.

Il circolo di Vienna (in tedesco Wiener Kreis), fu un circolo filosofico e culturale, organizzato da Moritz Schlick nel 1922 e animato da numerosi filosofi e scienziati del tempo. L'approccio filosofico del Circolo, noto come positivismo logico (o neopositivismo) o anche fisicalismo, si diffuse nel resto dell'Europa e nei Paesi di lingua inglese.
Le riunioni del circolo si tennero ogni settimana con regolarità fino all'avvento del nazismo. La morte violenta di Schlick (1936), assassinato sulle scale dell'università di Vienna da un fanatico nazista, e la fuga dalla città dei suoi membri per evitare le persecuzioni politiche e razziali del nuovo regime, ne segnarono la fine.
Alle sedute del circolo parteciparono con assiduità: Rudolf Carnap, Otto Neurath, Philipp Frank, Friedrich Waismann (assistente di Schlick), il matematico Hans Hahn, Gustav Bergmann, Carl Menger, Herbert Feigl, Victor Kraft, Ludwig von Bertalanffy, Edgar Zilsel. Ne furono ospiti occasionali Hans Reichenbach, Kurt Gödel, Carl Hempel, Alfred Tarski, Willard Van Orman Quine, Alfred Julius Ayer, Arne Næss. Ludwig Wittgenstein e Karl Popper non furono mai presenti alle riunioni del circolo anche se, negli stessi anni, intrattennero rapporti con i suoi membri.
Il Circolo organizzò conferenze internazionali su temi scientifici e filosofici; la prima fu tenuta a Praga nel 1929 ove fu distribuito il manifesto per una Wissenschaftliche Weltauffassung (concezione scientifica del mondo), composto soprattutto da Neurath, Carnap e Hahn, dedicato a Moritz Schlick.